# Compagnie d'opera del Canada
Questa lista delle compagnie d'opera del Canada contiene le compagnie d'opera professionali canadesi e le organizzazioni collegate all'opera.
La lista è in ordine alfabetico per stato.

## Alberta
- Calgary Opera
- Edmonton Opera

## Columbia Britannica
- Opera Pro Cantanti, Vancouver
- Vancouver Opera
- City Opera of Vancouver
- Pacific Opera Victoria
- Vancouver Concert Opera Co-Operative (VanCOCO)
- Opera di Concertisti e Meraviglie, Vancouver

## Manitoba
- Manitoba Opera, Winnipeg

## Ontario
- Canadian Children's Opera Company
- Canadian Opera Company, Toronto
- Centuries Opera Association, Toronto
- Opera Atelier, Toronto
- Opera in Concert, Toronto
- Tapestry Opera, Toronto
- Toronto City Opera

## Quebec
- Opéra de Montréal
- Opéra de Québec

## Saskatchewan
- Saskatoon Opera